# Space Race
スペース・レース (Space Race) は、アタリによる二作目のアーケードゲームである（一作目はPong）。1973年7月に発売された。二人のプレイヤーはロケット船を操縦して、小惑星などの障害物をよけながら、画面の下から上へゴールを目指す。スコアは電子的に得点され、背景は簡単な星が散らばる宇宙空間となっている。
世界初のレースゲームと言われる。